# Dick Loef
Dirk (Dick) Loef (Waddinxveen, 20 maart 1924 – Den Haag, 20 februari 1983) was een Nederlandse beeldhouwer en keramist.

## Leven en werk
Loef studeerde van 1948 tot 1952 aan de Vrije Academie in Den Haag. Zijn docenten waren onder anderen Livinus van de Bundt, Jan van Heel en Rudi Rooijackers. In 1949 had hij onderricht van de keramist Gerrit de Blanken in diens atelier in Leiderdorp. In 1953 vestigde hij zich als vrij kunstenaar en hij creëerde keramische reliëfs voor bedrijven en overheden in Den Haag, Voorschoten en Rijswijk. Zo maakte hij in 1972 voor de architect van een flatgebouw aan de Lozerlaan in Den Haag een sgraffiti voor de zijgevel.
In 1963 maakte hij een keramische wand voor het belastingkantoor in Zeist naar het ontwerp van de graficus Ootje Oxenaar. Deze wand werd in 2009 overgebracht naar Het Nederlands Tegelmuseum in Otterlo.
Het bronzen beeldhouwwerk van Loef bevindt zich vooral in Den Haag en omgeving.

## Werken (selectie)
- Sculptuur (1967), Richard Wagnerlaan in Voorschoten
- Graspiepers (1977/78), Madestein in Den Haag
- Jongen in boom (1979), Loosduinse Hoofdstraat in Den Haag
- Vrouw met duif (1981), Raadhuisplein in Leidschendam
- Phoenix (1981), Begraafplaats Sint Petrus Banden in Den Haag
- Johanna (1983), Prinsegracht, Hofje van Nieuwkoop in Den Haag - postuum geplaatst
- Berbermeisje (1983), Willem Beukelszoonplein in Den Haag - postuum geplaatst
- Vrouwtje met appel (1984), Esmoreitplein in Den Haag - postuum geplaatst

## Fotogalerij

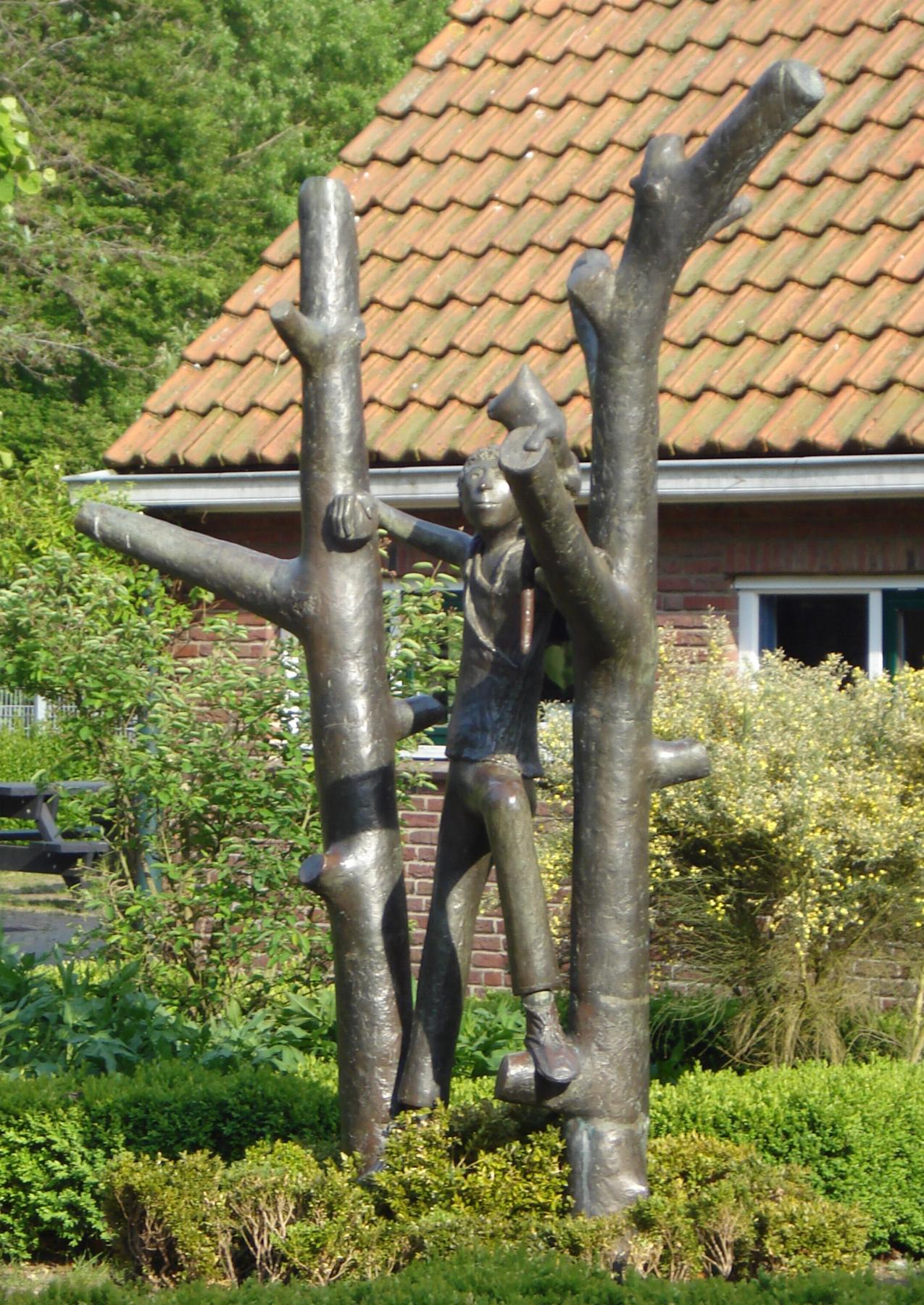
Jongen in boom
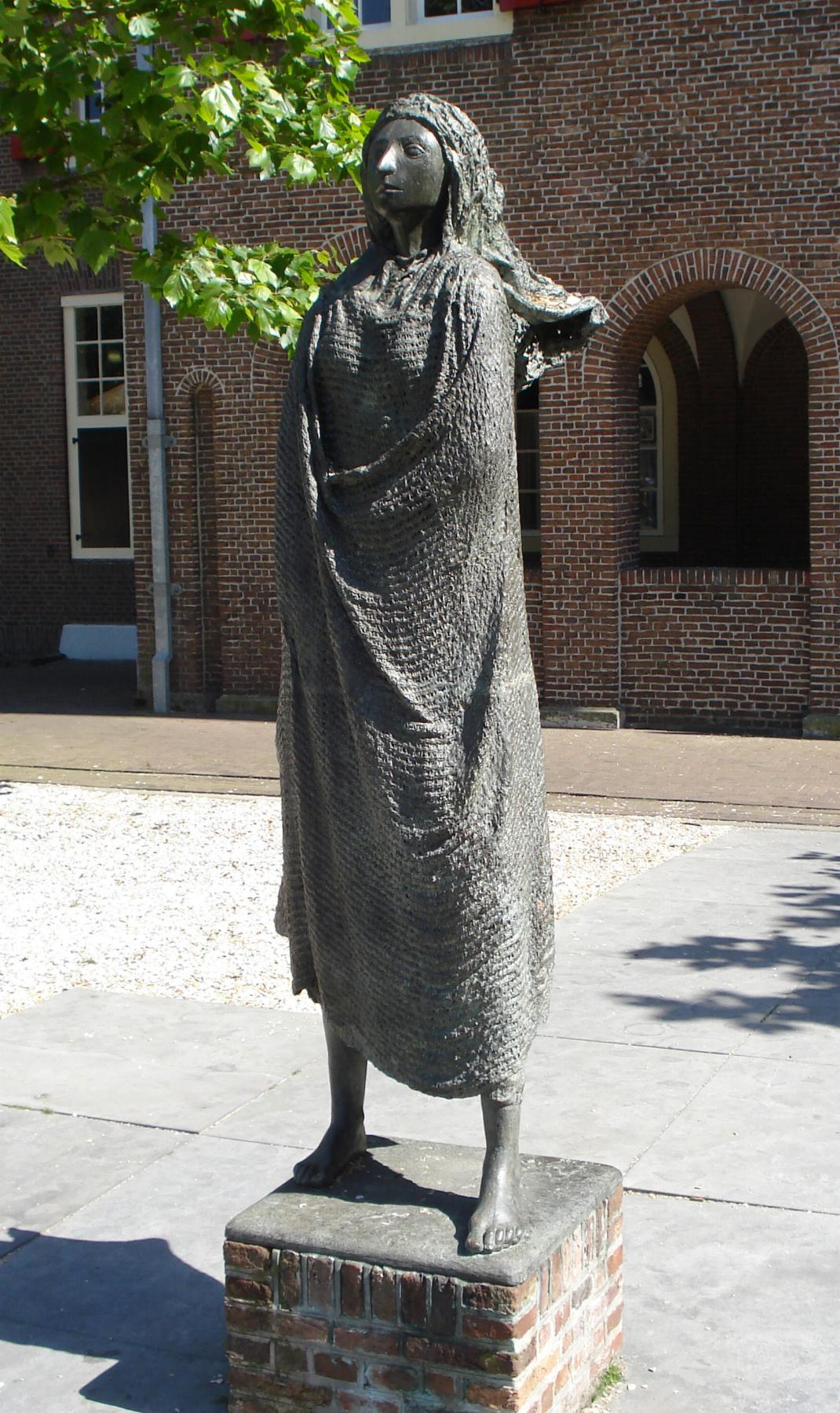
Johanna
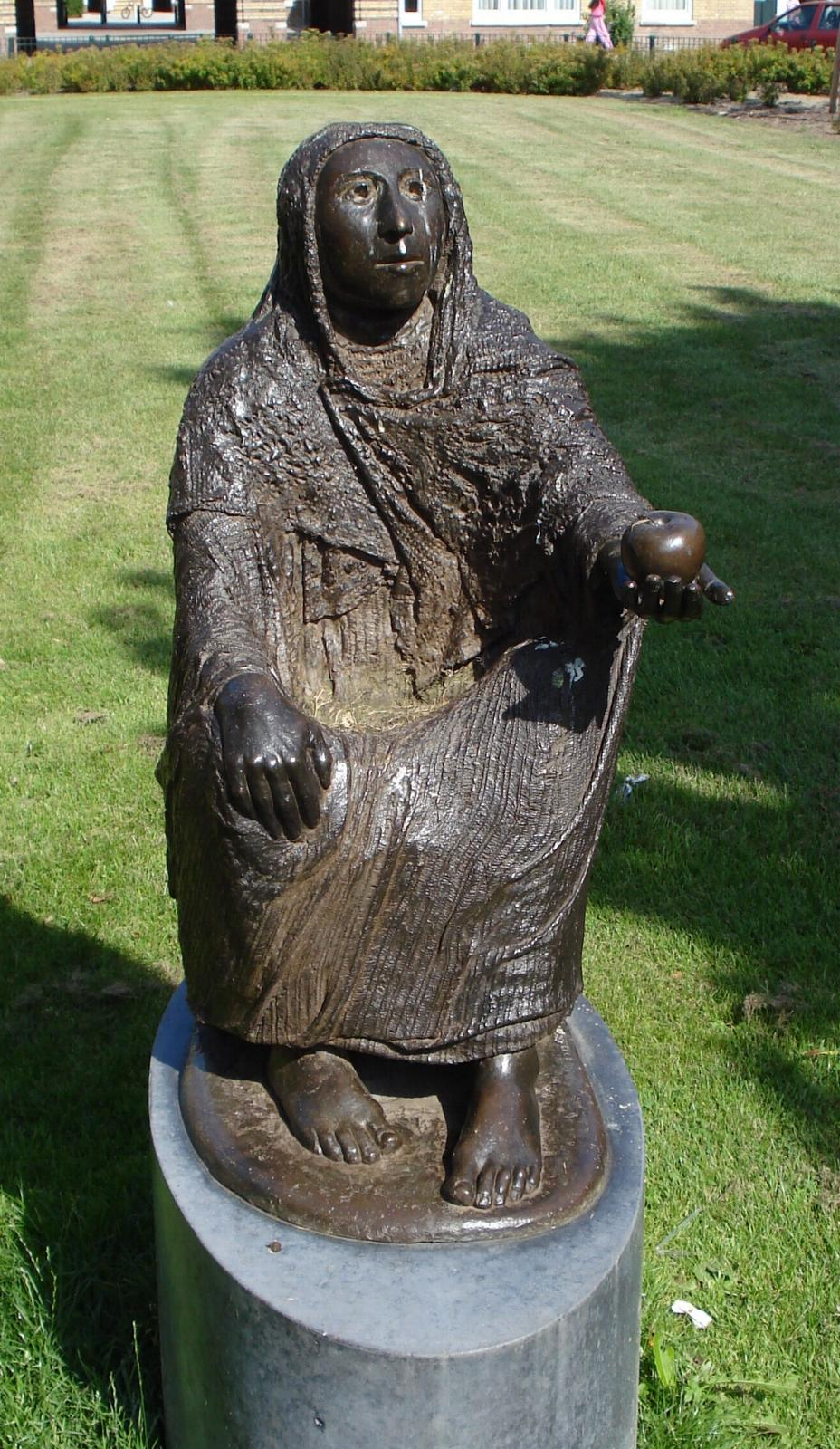
Vrouwtje met appel